# チャイニーズ・オデッセイ
『チャイニーズ・オデッセイ』は、1995年公開のチャウ・シンチー（周星馳）が主役を務めた映画シリーズ。中国の古典小説『西遊記』をベースにして、孫悟空の時空を越えた恋愛と冒険を描いたアドベンチャー作品。
2005年2月2日にはポニーキャニオンより『チャウ・シンチーのチャイニーズ・オデッセイ [其ノ壱]』『チャウ・シンチーのチャイニーズ・オデッセイ [其ノ弐]』の邦題でDVDが発売されている。

## シリーズ作品
- 『チャイニーズ・オデッセイ Part1 月光の恋』（- パートワン げっこうのこい、原題：西遊記 第壹佰零壹回月光寶盒）

1995年1月21日に香港で公開。
日本では1996年6月22日よりシネマ・カリテ2にて劇場公開。
- 『チャイニーズ・オデッセイ Part2 永遠の恋』（- パートツー えいえんのこい、原題：西遊記 大結局之仙履奇縁）

1995年2月4日に香港で公開。『月光の恋』公開の1週間後に公開された。前編よりも物語が入り組んで、1995年度興行収入第8位のヒットを記録している。
日本では1997年7月19日より大井武蔵野館にて劇場公開。

## あらすじ

### Part1 月光の恋
観世音菩薩に、牛魔王と共謀して三蔵法師を殺す計画を立てたと詰問される所から始まる。
処刑が決まり殺されそうになった所で三蔵法師が身代わりになるとの懇願により命は助かるが、西国への経典を取りに行く事は失敗に終わる。
500年後、一人の女性が砂漠を越えて五嶽山にやって来る。そこに巣食う山賊の斧頭団を手玉に取り居座る。夜中に殺そうとするが実は蜘蛛の妖怪で、殺す事はできない。
頭領の尊寶が殺しに行くと妹がおり、懐柔されて帰される。
副頭領が偵察に行き姉妹の目的を知るが、牛魔王にも知られてしまう。
妹・晶晶と尊寶は次第に惹かれ合う中、牛魔王が軍団で攻めて来る。
行き違いから晶晶が自決をはかり、それを助ける為に尊寶は途中で見つけた巻物で過去に戻り助けようとするが上手くいかず、過去へ行くのを繰り返してるうちに500年前に戻ってしまう。

## キャスト
| 役名                        | 俳優               | 日本語吹き替え |
| --------------------------- | ------------------ | -------------- |
| 孫悟空 至尊宝               | チャウ・シンチー   | 高木渉         |
| 猪八戒                      | ン・マンタ         | 安西正弘       |
| 紫霞仙子・盤絲大仙 青霞仙子 | アテナ・チュウ     | 水谷優子       |
| 鉄扇公主                    | チョイ・シウフォン | -              |
| 三蔵法師                    | ロー・ガーイン     | 岸野幸正       |
| ジンジン/白骨の精           | カレン・モク       | 西村ちなみ     |
| サーロン/蜘蛛の精           | ナム・キッイン     | 松井菜桜子     |
| 沙悟浄                      | ゴン・ユッシン     | 西村智博       |
| 牛魔王                      | ロッ・シューメン   | 飯塚昭三       |
| 菩提老師・菩提子            | ジェフ・ラウ       | 沢木郁也       |

## スタッフ
- 監督：ジェフ・ラウ
- 製作総指揮：チャウ・シンチー
- 脚本：技安
- 撮影：プーン・ハンサン
- アクション監督：チン・シウトン
- 音楽：チャオ・チーピン
- 編集：カイ・キットウァイ

## 映像ソフト
VHSは1996年9月5日にマクザムより『チャイニーズ・オデッセイ 西遊記 [其ノ壱]』『チャイニーズ・オデッセイ 西遊記 [其ノ弐]』の邦題で日本語吹替版と日本語字幕版のVHSが同時に発売されている[1]。
DVDはカルチュア・パブリッシャーズより、『チャイニーズ・オデッセイ [其ノ壱]』『チャイニーズ・オデッセイ [其ノ弐]』の邦題で2001年5月16日に発売。また、2005年2月2日にはポニーキャニオンより『チャウ・シンチーのチャイニーズ・オデッセイ [其ノ壱]』『チャウ・シンチーのチャイニーズ・オデッセイ [其ノ弐]』の邦題で発売されている[2]。